# ریس ۴۵۸۷

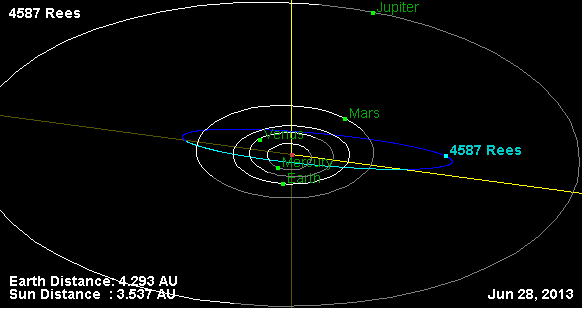
نمایی از محل قرارگیری سیارک ریس ۴۵۸۷ در مدار – ۲۰۱۳

سیارک ۴۵۸۷ (به انگلیسی: 4587 Rees، نامگذاری:3239T-2) چهار هزار و پانصد و هشتاد و هفتمین سیارک کشف شده‌است که در ۳۰ سپتامبر ۱۹۷۳ کشف شد.
قدر مطلق سیارک برابر ۱۵٫۶۰ است.